# 工学気圧
工学気圧（こうがくきあつ、記号: at）は、圧力の単位である。
1工学気圧は1重量キログラム毎平方センチメートル (kgf/cm2) に等しい。SIでは98066.5パスカルとなる。標準大気圧の約0.96784 倍（すなわち0.96784 気圧）に相当し、標準大気圧と値が近いことから、特に工学分野で標準大気圧の代わりに使用されていた。重量キログラムから組み立てられた重量単位系の単位であり、SIには掲載されていない。